# Ключников, Юрий Вениаминович
Юрий Вениаминович Ключников (26 мая 1886, Казань — 10 января 1938, Москва) — русский государственный и общественный деятель, юрист, дипломат, специалист в области международного права и международных отношений.

## Биография
Родился 26 мая 1886 года. Окончил юридический факультет Императорского Московского университета и был оставлен при нём; в 1916 году получил звание приват-доцента. Состоял в партии кадетов.

### Во время гражданской войны
В 1918 году участвовал в антибольшевистском восстании в Ярославле.
Затем консультант Временного всероссийского правительства, c 18 ноября управляющий министерством иностранных дел Российского правительства, действовавшего при Верховном Правителе А.В. Колчаке (до декабря 1918 г.). На этом посту отличался последовательной антисемёновской позицией.

### В эмиграции
В эмиграции находился с 1919 по 1922 гг. Занимаясь активной политической и литературной деятельностью, Ю. В. Ключников продолжал писать и по международно-правовой тематике. В редактируемой им берлинской газете «Накануне» (№ 2, 19) помещены его статьи, касающиеся внешнего долга России. Ему же принадлежит серьёзная работа «На великом историческом перепутье», изданная в Берлине в 1922 г. Один из видных сменовеховцев.

### Генуэзская конференция
По предложению Г. В. Чичерина и по согласованию с В. И. Лениным он был включён в состав делегации Советской России на Генуэзскую конференцию в качестве юриста-эксперта. Одновременно он выполнял функции корреспондента газеты «Накануне». Свои функции юриста-эксперта Ю. В. Ключников выполнил блестяще. «Нам бы и сегодня можно кое-чему поучиться у тех беспартийных „спецов“ типа профессоров Юровского и Ключникова, которые вели переговоры в Генуе», — отметил историк В. Г. Сироткин.

### В СССР
После возвращения в СССР в августе 1923 года, Ю. В. Ключников заведовал кабинетом международной политики Коммунистической академии, преподавал, работал консультантом в Наркомате иностранных дел, сотрудничал в журнале «Международная жизнь».
В 1925—1929 гг. Ю. В. Ключников совместно с А. В. Сабаниным выпустил три части (третья часть состояла из двух выпусков) фундаментального сборника под названием «Международная политика новейшего времени в договорах, нотах и декларациях».
С 1922 года — в МГУ: профессор кафедры публичного права факультета общественных наук (1923—1925), профессор кафедры государственного права СССР и государственного права буржуазных стран (1926—1930), профессор кафедры международного публичного права (1930—1931) факультета советского права / советского строительства и права. Читал курсы «Международное публичное право», «Международная политика», «Теория международной политики», «Новейшие международные отношения».

### Арест и смерть
Постановлением Особого совещания при НКВД СССР от 25 февраля 1934 года за «антисоветскую агитацию» был выслан на три года в Карелию.
Арестован 5 ноября 1937 года. Обвинён в участии в контрреволюционной шпионско-террористической организации. Имя Ключникова было включено в сталинский расстрельный список, датированный 3 января 1938 года (№ 64 в списке из 163 человек под грифом «Москва-Центр»). Приговорён Молотовым, Кагановичем, Ворошиловым и Ждановым к ликвидации; 10 января 1938 года приговор формально утверждён Военной коллегией Верховного суда СССР; расстрелян в тот же день. По делу 1934 года реабилитирован в 1992 году, по делу 1938 года реабилитирован в 2001 году.